# Wittscheid
Wittscheid is een plaats in de Duitse gemeente Hellenthal, deelstaat Noordrijn-Westfalen, en telt 74 inwoners (2006).